# Шаолинь (фильм)
«Но́вый храм Шаоли́нь» (кит. 新少林寺) — художественный фильм в жанре боевика, поставленный режиссёром Бенни Чаном как ремейк фильма «Храм Шаолинь». В отличие от оригинала действие нового фильма происходит на тысячу триста лет позже — в начале XX века, в период после Синьхайской революции в Китае.
Премьера состоялась 20 января 2011 года.

## Сюжет
Первые годы существования Китайской Республики. Вражда между китайскими военачальниками достигает своего предела. В безудержном стремлении завоевать соседние территории они погружают страну в пучину раздора.
Генерал Хоу Цзе захватывает город Дэнфэн, в котором расположен храм Шаолинь. После погони за бывшим правителем города Хоу Цзе убивает его в храме Шаолинь, где тот попытался спрятаться.
Сон Ху — названый брат Хоу Цзе пытается присвоить себе захваченный город. Чтобы избежать этого Хоу Цзе решает убить названного брата во время помолвки их детей.
Однако Цао Мань — заместитель Хоу Цзе, перехитрив обоих, решает убить их всех вместе с семьями.
При нападении наёмников погибает единственная дочь Хоу Цзе, а сам он оказывается в храме Шаолинь.
В Шаолине, осознав ошибочность своих прежних ценностей и раскаявшись в своих поступках, Хоу Цзе занимается боевыми искусствами и обретает душевный покой и просветление.
Тем временем Цао Мань, захватив власть, под предлогом строительства железной дороги, сбывает англичанам древние китайские реликвии, убивая при этом людей, работающих на него, как нежелательных свидетелей его неблаговидных деяний.
Духовно и физически обновлённый Хоу Цзе с помощью монахов противостоит армии англичан, спасает работавших на Цао Мань крестьян и ценой своей жизни спасает и самого Цао Мань при нападении его и англичан на храм Шаолинь, искупая свои грехи и грехи Цао Мань.
После нападения англичан храм Шаолинь полностью разрушен, большинство монахов погибает.

## В ролях
| Актёр        | Роль                            |
| ------------ | ------------------------------- |
| Энди Лау     | генерал Хоу Цзе                 |
| Николас Се   | Цао Мань , заместитель Хоу Цзе  |
| Фань Бинбин  | жена Хоу Цзе                    |
| Джеки Чан    | повар                           |
| Джеки У Цзин | Цзин Нэн                        |
| Син Юй       | Цзин Кун                        |
| Ши Сяохун    | Сон Ху , названный брат Хоу Цзе |

## Производство
Съёмки фильма начались в октябре 2009 года и проводились на территории Гонконга и материкового Китая. Бюджет фильма составил 29 млн долларов США. В фильме используются такие китайские идиомы как севернокитайский и кантонский.